# 2819 Ensor
2819 Ensor је астероид главног астероидног појаса са средњом удаљеношћу од Сунца која износи 2,757 астрономских јединица (АЈ).
Апсолутна магнитуда астероида је 12,2 а геометријски албедо 0,192.